# Joseph de Bray

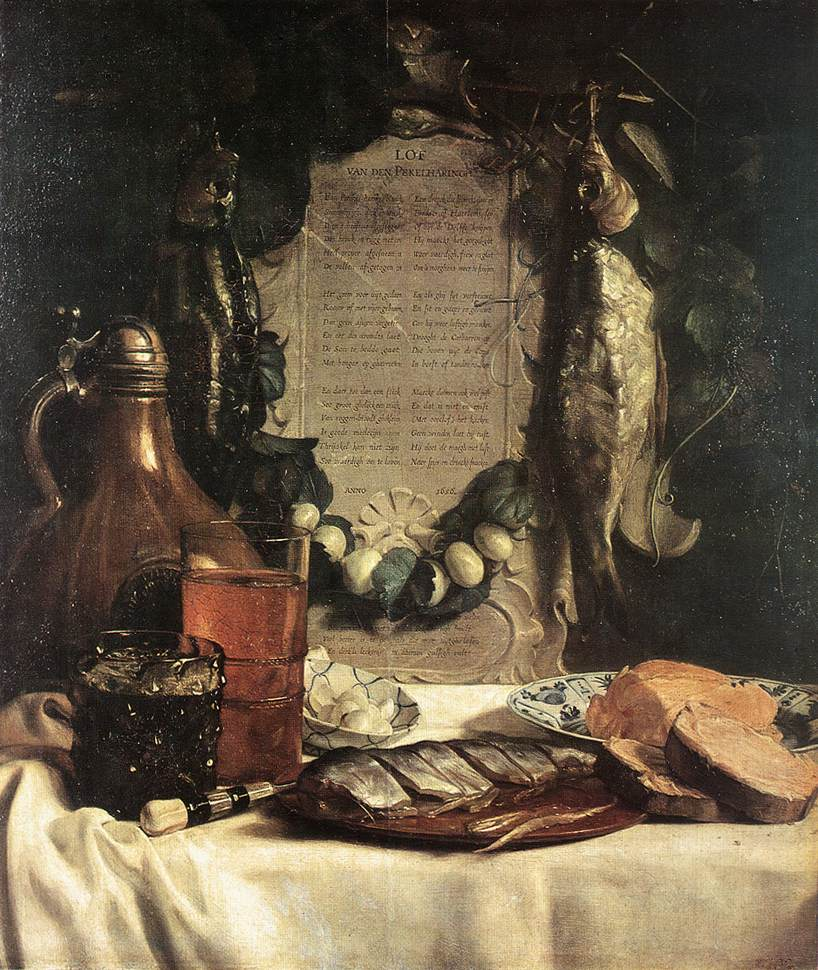
Stillleben mit dem Lobgedicht auf den Pickelhering, 1656

Joseph de Bray (* zwischen 1628 und 1634; † 16. Mai 1664 in Haarlem; auch Josephus de Bray) war ein holländischer Maler und Zeichner.

## Leben und Werk
Sohn des Malers Salomon de Bray und Bruder von Dirck, Jacob und Jan de Bray. Er war mit Sicherheit jünger als sein Bruder Jan und älter als sein Bruder Dirck. Vermutlich von seinem Vater ausgebildet, spezialisierte er sich vorwiegend auf Stillleben. 1664 starb er an der Pest.
Der früheste bekannte Beweis seiner Künstlerschaft ist eine kleine Zeichnung einer arkadischen Landschaft datiert mit 14. Februar 1650. Aufgrund der unsicheren Linienführung als ein Jugendwerk einzuordnen. Es gibt heute nur noch wenige Werke, die ihm mit Sicherheit zugeschrieben werden können. Die bekannteste Darstellung ist das „Stillleben mit dem Lobgedicht auf den Pickelhering“, das in mehreren eigenhändigen Exemplaren erhalten ist. Neuerdings tauchte auf dem internationalen Kunstmarkt ein weiteres Bild auf, das ihm versuchsweise zugeschrieben wird. Neben den wenigen Ölbildern gibt es noch einige Zeichnungen, die ebenfalls mit ihm in Verbindung gebracht werden.

## Werke

### Gemälde
- Aachen, Suermondt-Museum
  - Stillleben mit dem Lobgedicht auf den Pöckelhering. 1657
- Dresden, Gemäldegalerie Alte Meister
  - Stillleben mit dem Lobgedicht auf den Pöckelhering. 1656
- Verbleib unbekannt
  - Stillleben mit Vase, silberner Schale und Weinranke. (zugeschrieben – am 27. Januar 2006 bei Sotheby’s in New York versteigert)

### Zeichnungen
- Brüssel, Musèes Royaux des Beaux Arts
  - Joseph empfängt seinen Vater und seine Brüder in Ägypten. 1655
- Haarlem, Tylers Museum
  - Bildnis eines Mannes.
  - Das Martyrium der heilige Katharina. (zugeschrieben)
  - Alexander der Große und die Familie des Darius. (zugeschrieben)
  - Die Großmut des Scipio. (zugeschrieben)
  - Frau und Junge mit Spiegel. (zugeschrieben)